# Risco

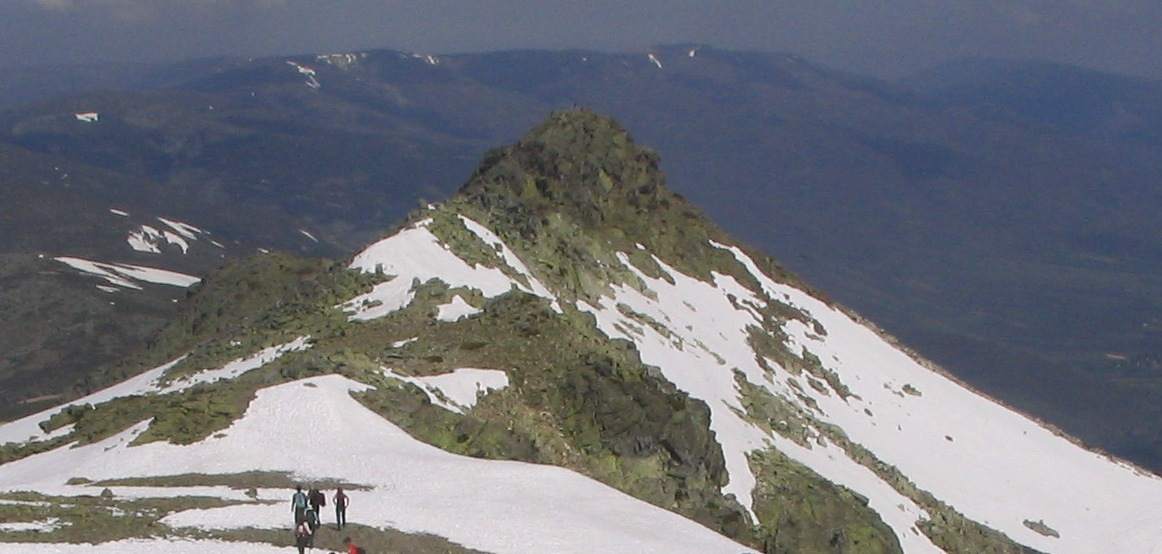
Risco de los Claveles (2388 m), ubicado en la Sierra de Guadarrama, centro de España.

El risco es aquel peñasco alto y escarpado, que además resulta difícil y peligroso para caminar por él. Este término se usa, sobre todo, en montañas de España. Un lugar con muchos riscos se conoce como «riscal».